# سانفريس هيروشيما
سانفريس هيروشيما هو ناد ياباني لكرة القدم، يعد أساسيًا في الدوري الياباني الممتاز وقد تأسس هذا النادي سنة 1938م. ويتمتع بشعبية وجماهيرية كبيرة في اليابان وإن كان لم يظهر علي منصات التتويج إلا مؤخراً بعد تتويجة ببطولة الدوري الياباني عام 2012 ولحسن حظ هذا الفريق أنه في نقس السنة التي توج بها بلقب الدوري الياباني كانت بلادة تنظم مونديال الأندية حيث شارك في البطولة بصفتة الفريق المضيف إلي جانب أبطال قارات العالم الست.

## الإنجازات
محلياً
- الدوري الياباني الممتاز
  - البطل 8 مرات أعوام: 1965، 1966، 1967، 1968، 1970، 2012، 2013، 2015
- كأس الإمبراطور
  - البطل 3 مرات أعوام: 1965، 1967، 1969
- كأس السوبر الياباني
  - البطل 3 مرات أعوام: 2008، 2013، 2014

عالمياً
- كأس العالم للأندية
  - المركز الثالث عام 2015

## أهم اللاعبين الذين لعبوا للعين خلال تاريخه
- توني بوبوفيتش
- أوريليو فيدمار
- غراهام أرنولد
- ستيف كوريكا
- هايدن فوكس
- سيزار سامبايو
- بيتو (لاعب كرة قدم مواليد 1975)
- إيليان ستويانوف
- ميشيل بنسيه
- توميسلاف ارتشيغ
- ايفان هيسك
- بافل كيرني
- دافيت موجيري
- جون فان لون
- بيتر ايجي هوستيرا
- توره بيدرسن
- جان باول فوندربورغ
- سيرهي سكاتشينكو
- دان كاريتشمان
- أوليغ باسينين

## وصلات خارجية
- الموقع الرسمي (باليابانية)
- نادي المعجبين (بالإنجليزية)
- قطار سانفريس 2009 (باليابانية)